# Кызылжар (Хобдинский район)
Кызылжар (каз. Қызылжар, до 1998 г. — Краснояр) — село в Хобдинском районе Актюбинской области Казахстана. Административный центр Кызылжарского сельского округа. Код КАТО — 154257100.

## История
В 1940 году Красноярский сельский совет (вместе с селом Краснояр и селом Брусиловка) Буранного района Чкаловской области РСФСР был передан в состав Хобдинского района Актюбинской области Казахской ССР.

## Население
В 1999 году население села составляло 974 человека (477 мужчин и 497 женщин). По данным переписи 2009 года, в селе проживало 637 человек (316 мужчин и 321 женщина).